# Pierre-Henri Cami
Pierre-Henri Cami fr: piɛʀ ɑ̃ʀi kami, (ur. 20 czerwca 1884 w Pau, zm. 3 listopada 1958 w Paryżu) – francuski pisarz, satyryk.